# Classification des Arecaceae
Cet article présente la classification des Arecaceae ,,.

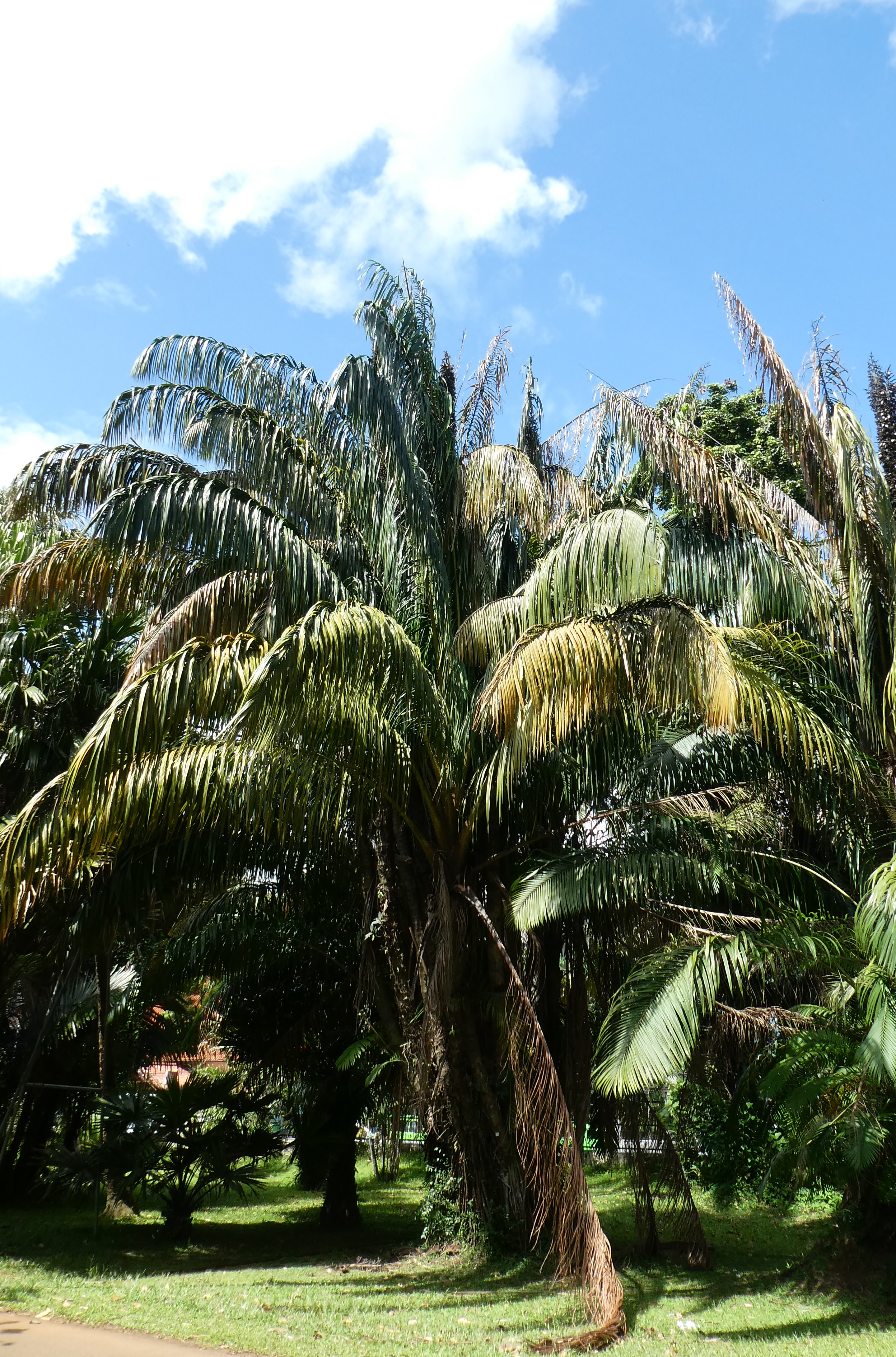
Sous-famille des Calamoideae, tribu des Eugeissoneae : Eugeissona utilis.

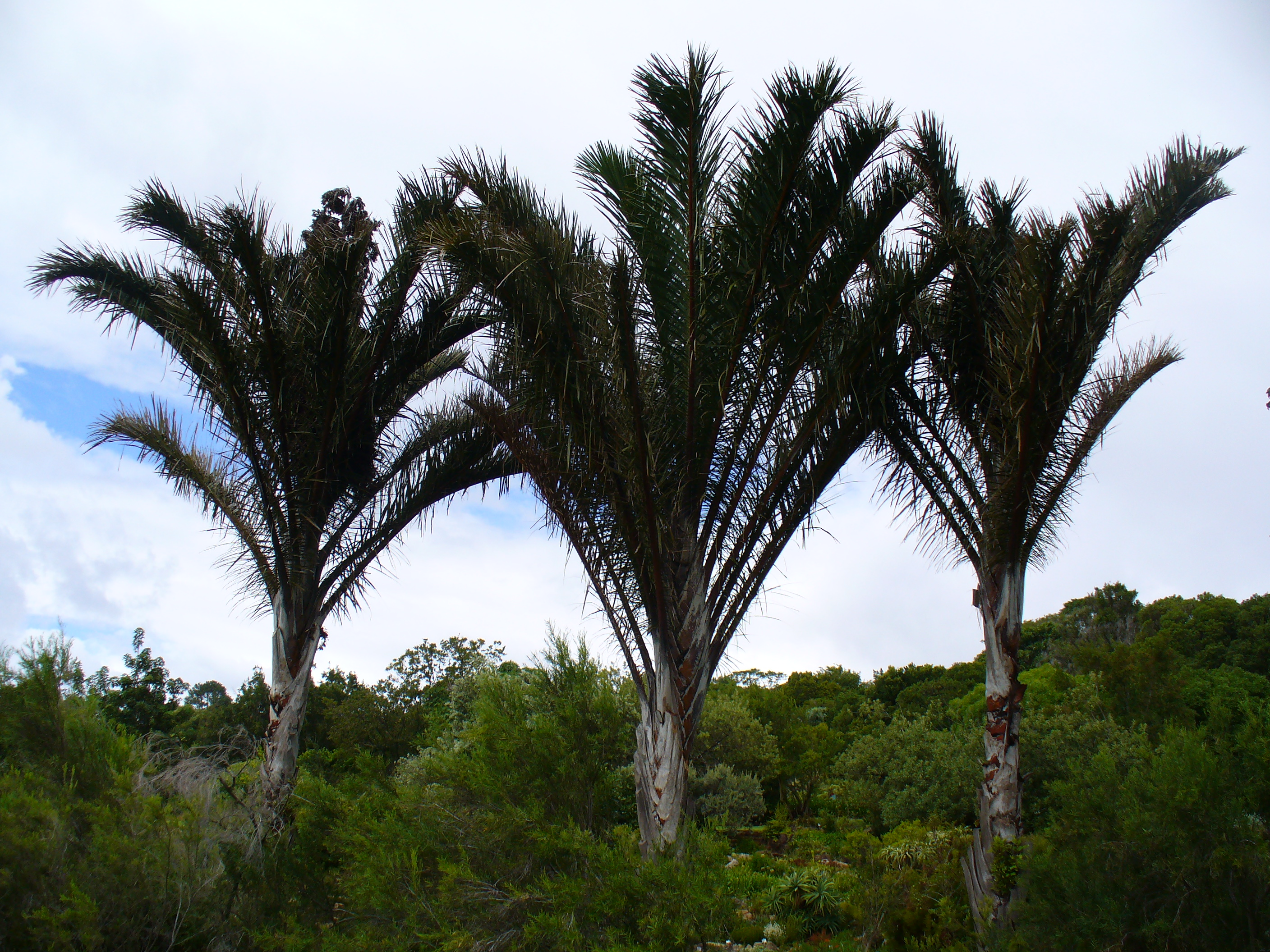
Sous-famille des Calamoideae, tribu des Lepidocaryeae : Raphia australis.

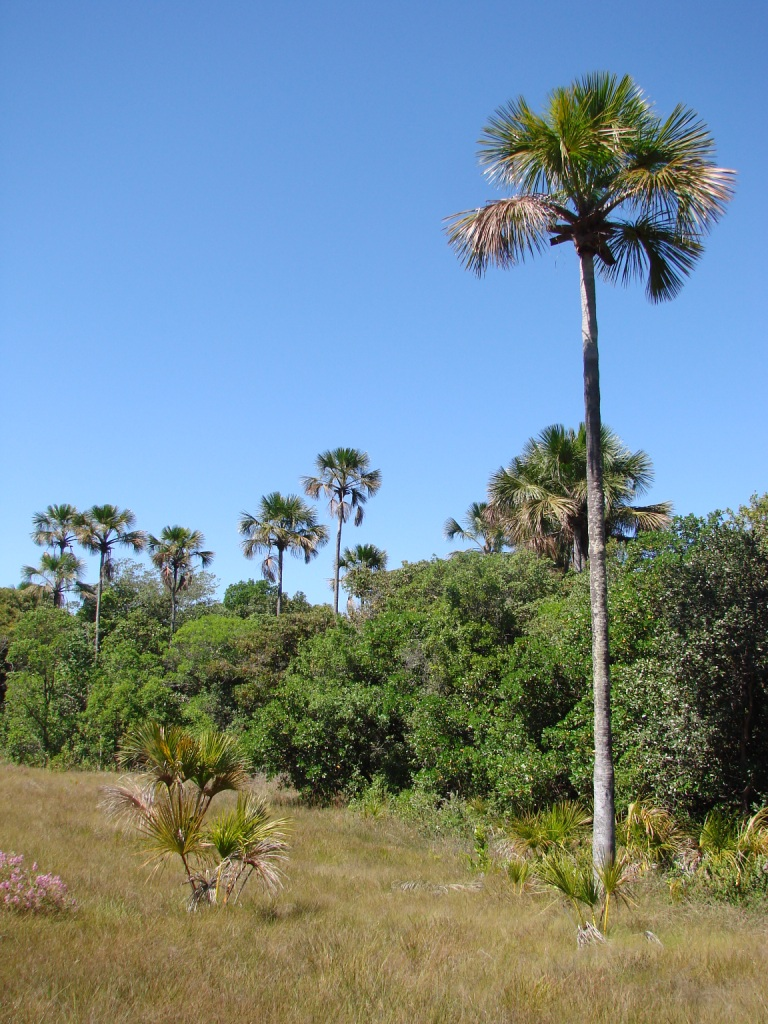
Sous-famille des Calamoideae, tribu des Lepidocaryeae : Palmier-bâche Mauritia flexuosa.

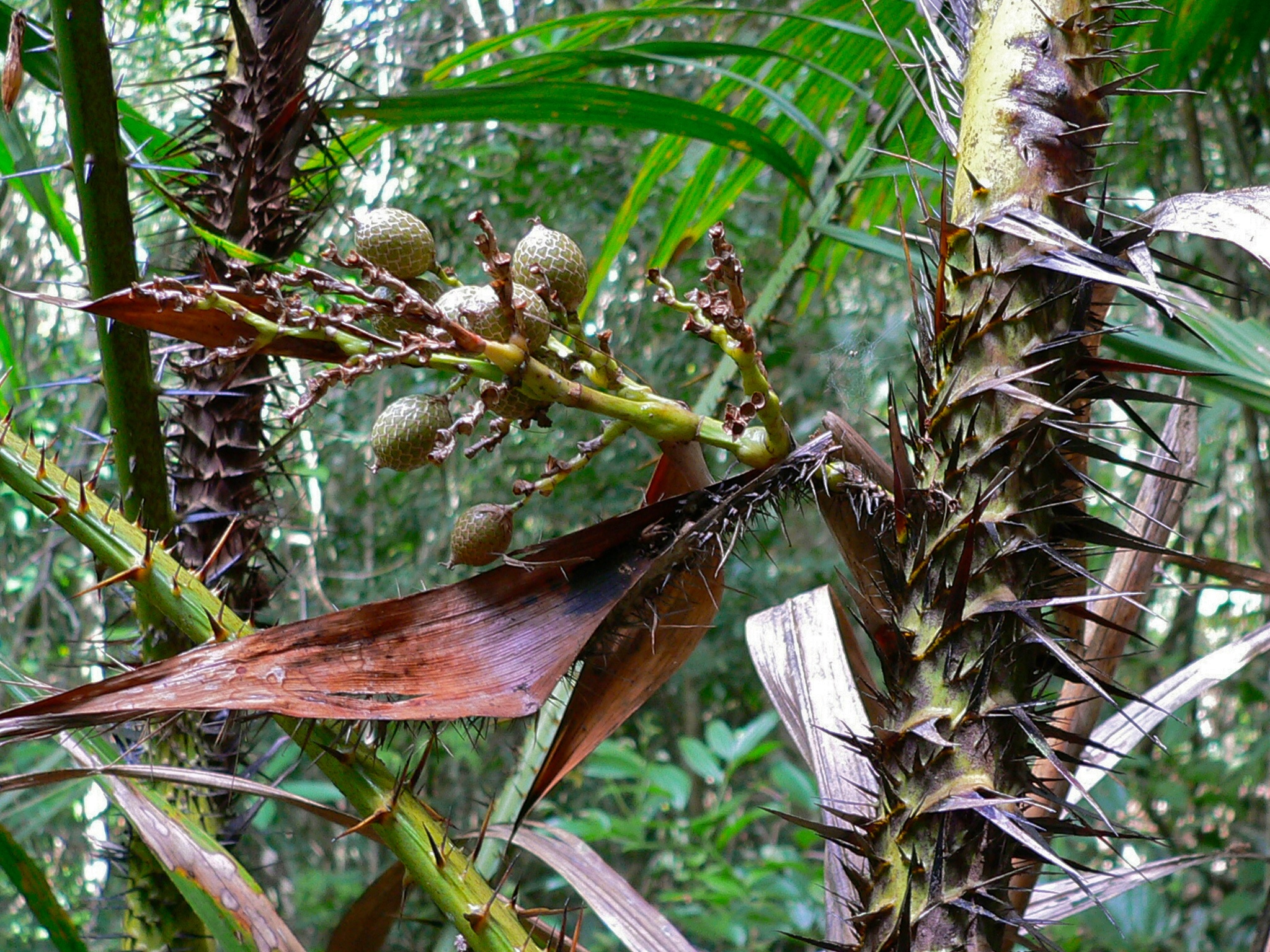
Sous-famille des Calamoideae, tribu des Calameae : Calamus rotang.

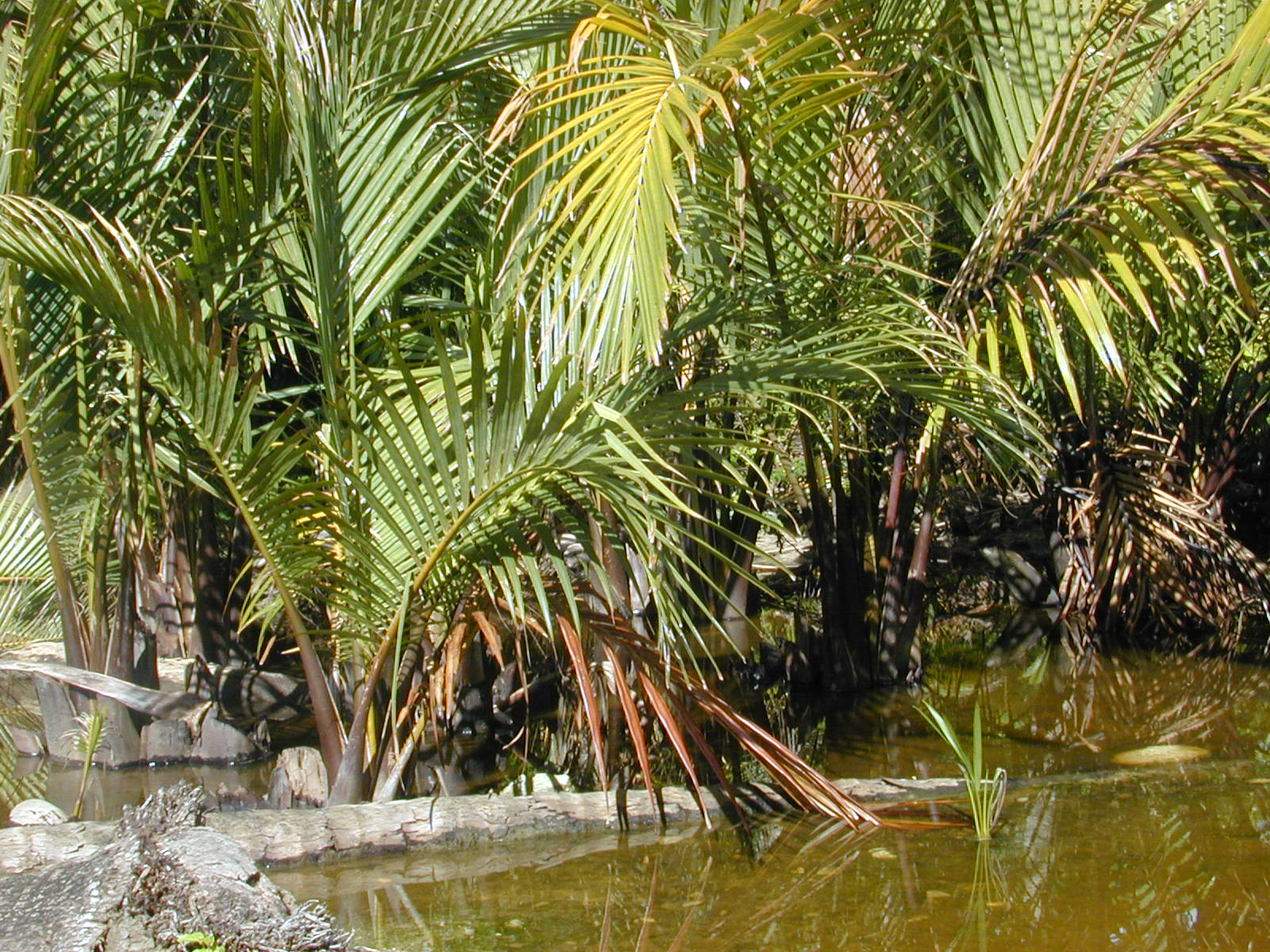
Sous-famille des Nypoideae (Nypa fruticans).

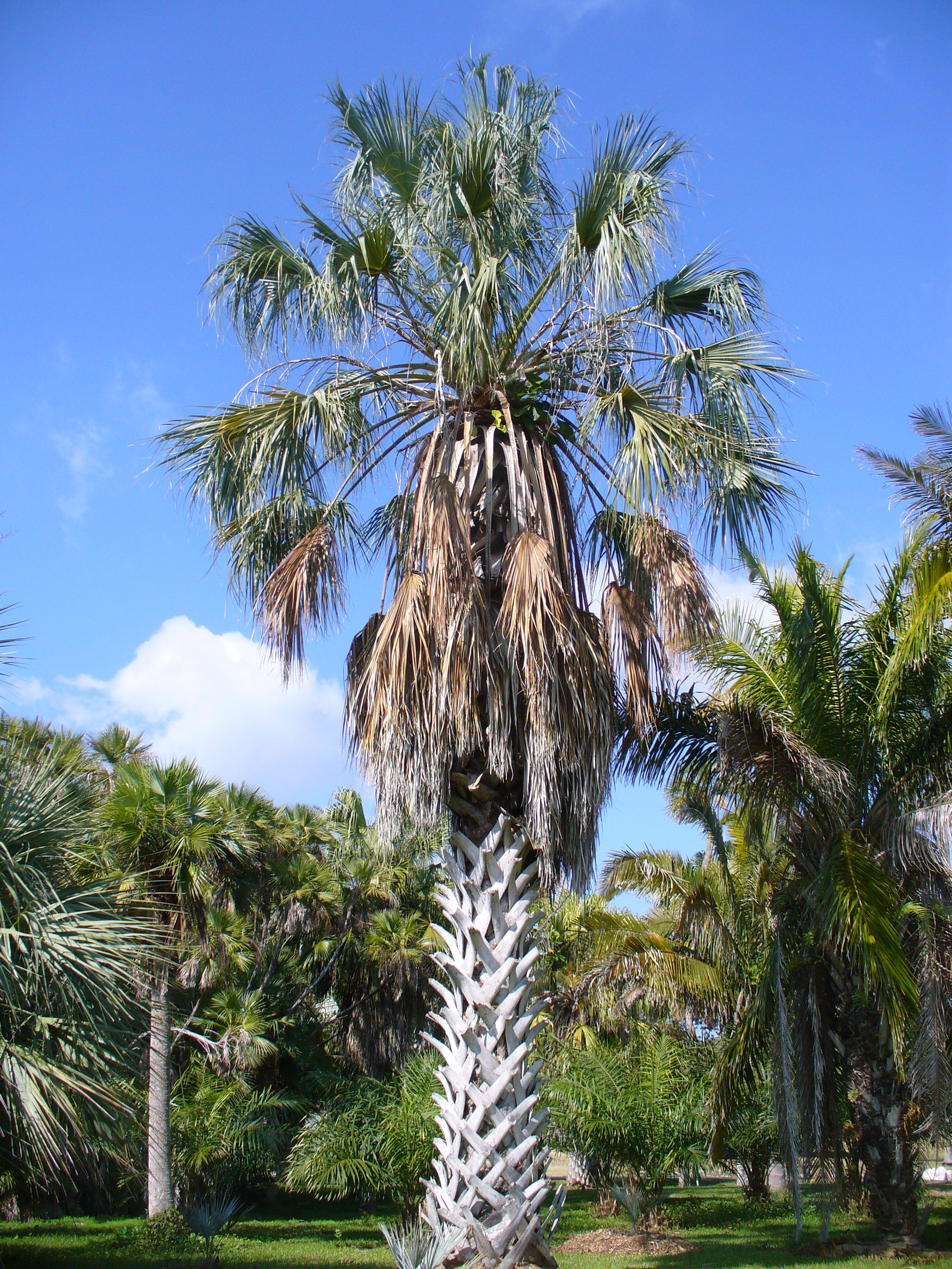
Sous-famille des Coryphoideae, tribu des Sabaleae : Sabal uresana.

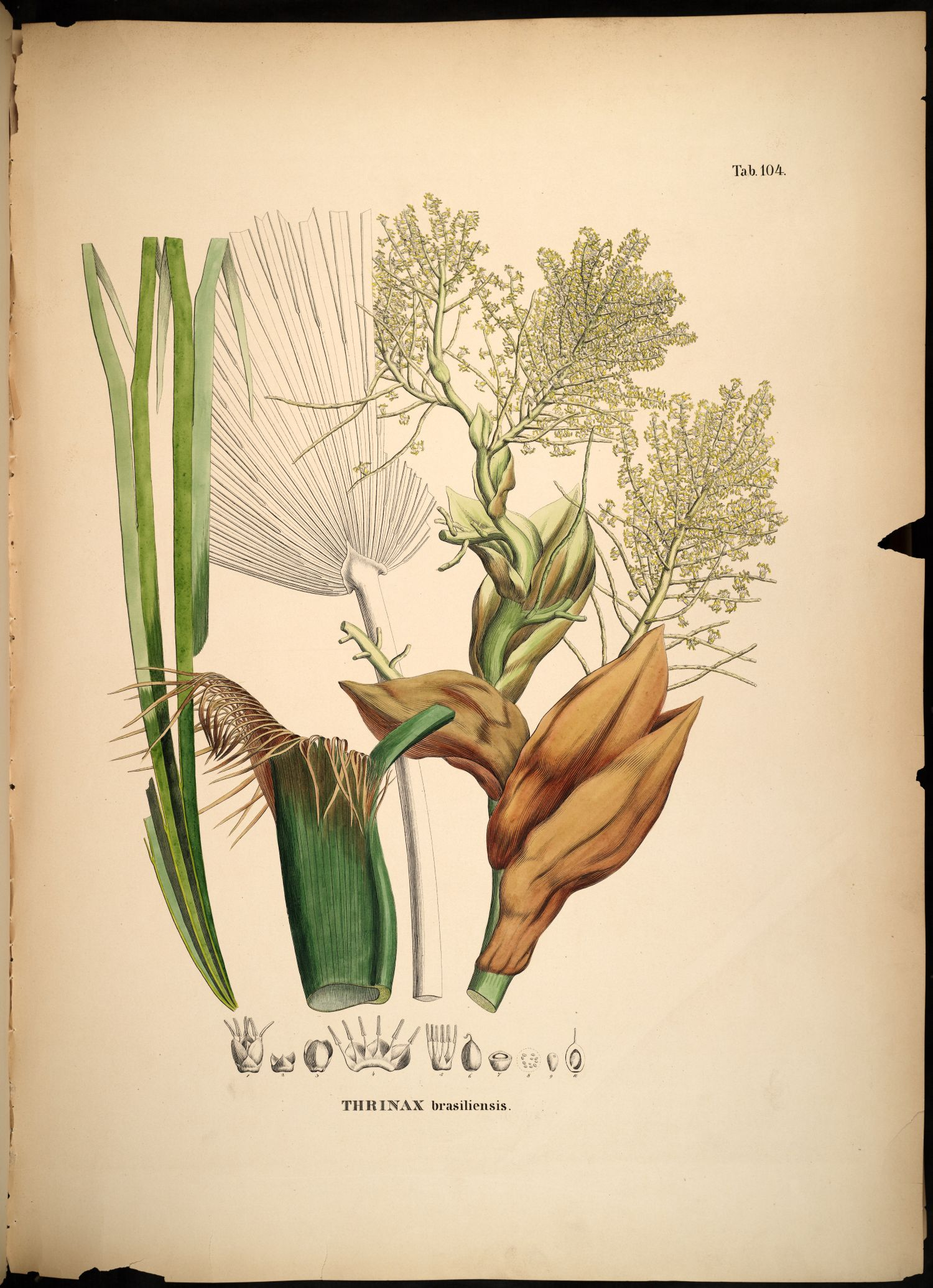
Sous-famille des Coryphoideae, tribu des Cryosophileae : Trithrinax brasiliensis.

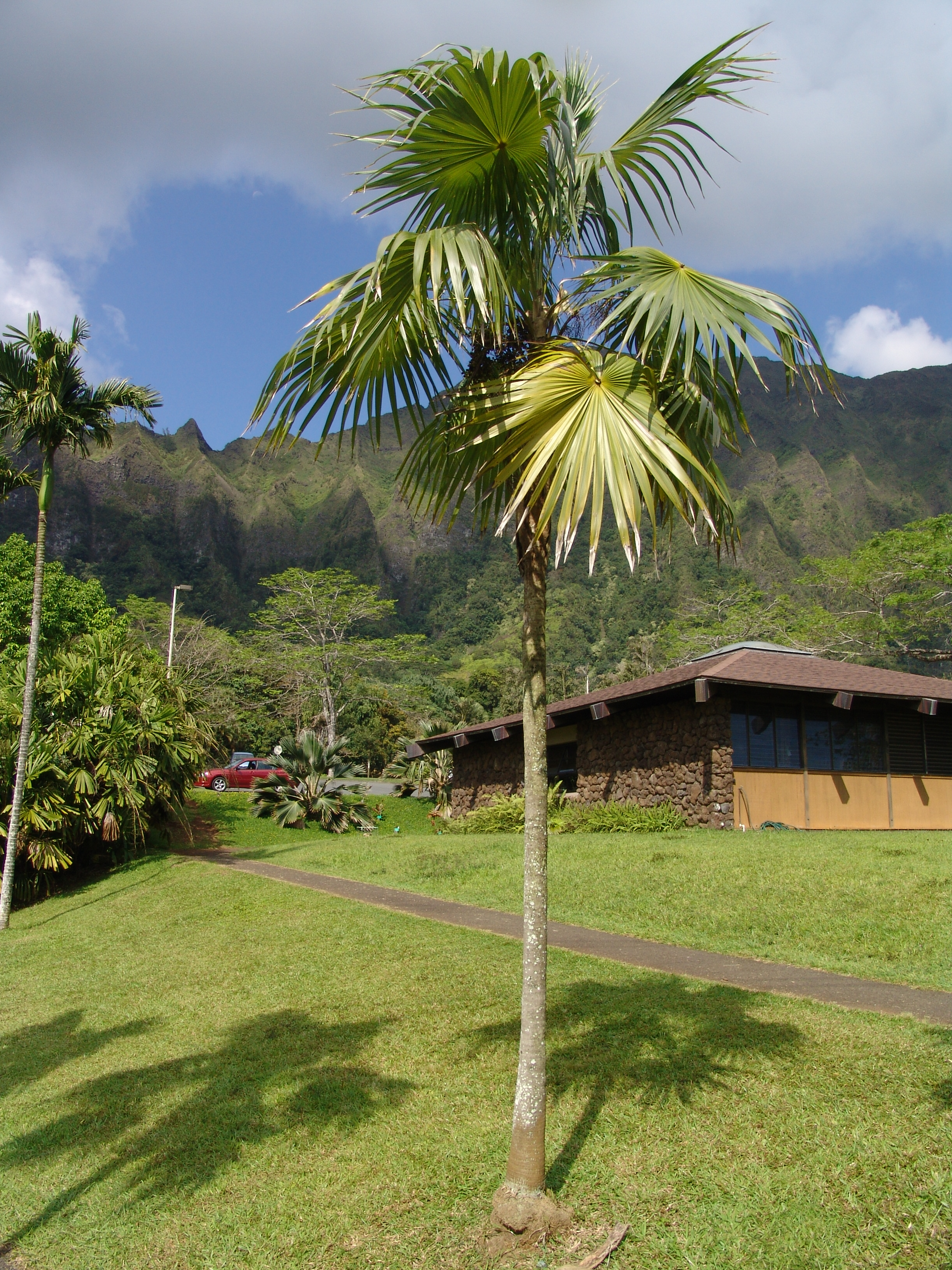
Sous-famille des Coryphoideae, tribu des Cryosophileae : Thrinax radiata.

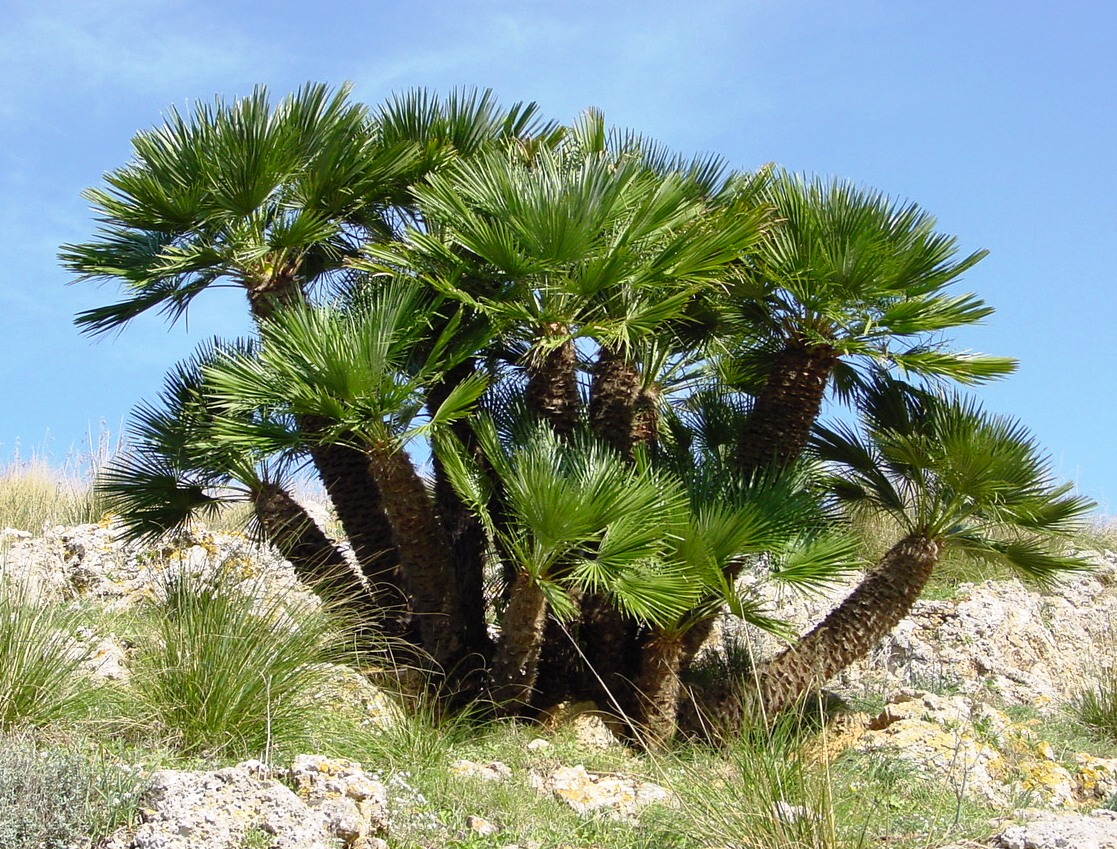
Sous-famille des Coryphoideae, tribu des Trachycarpeae : Chamaerops humilis.

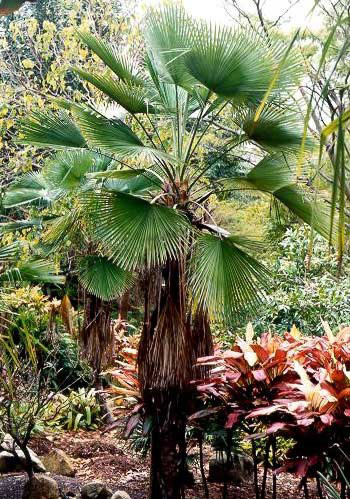
Sous-famille des Coryphoideae, tribu des Trachycarpeae : Trachycarpus martianus.

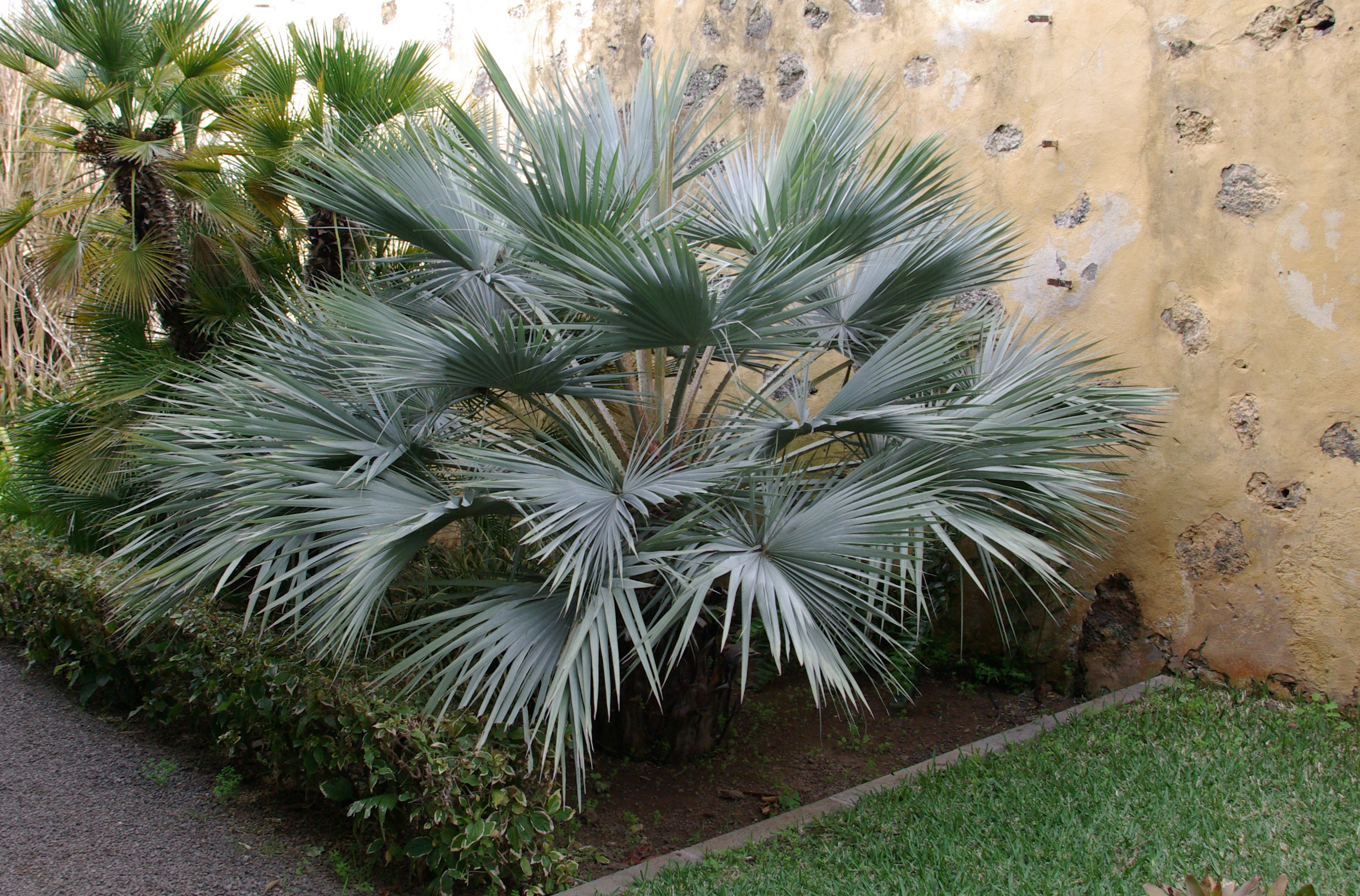
Sous-famille des Coryphoideae, tribu des Trachycarpeae : Brahea armata.

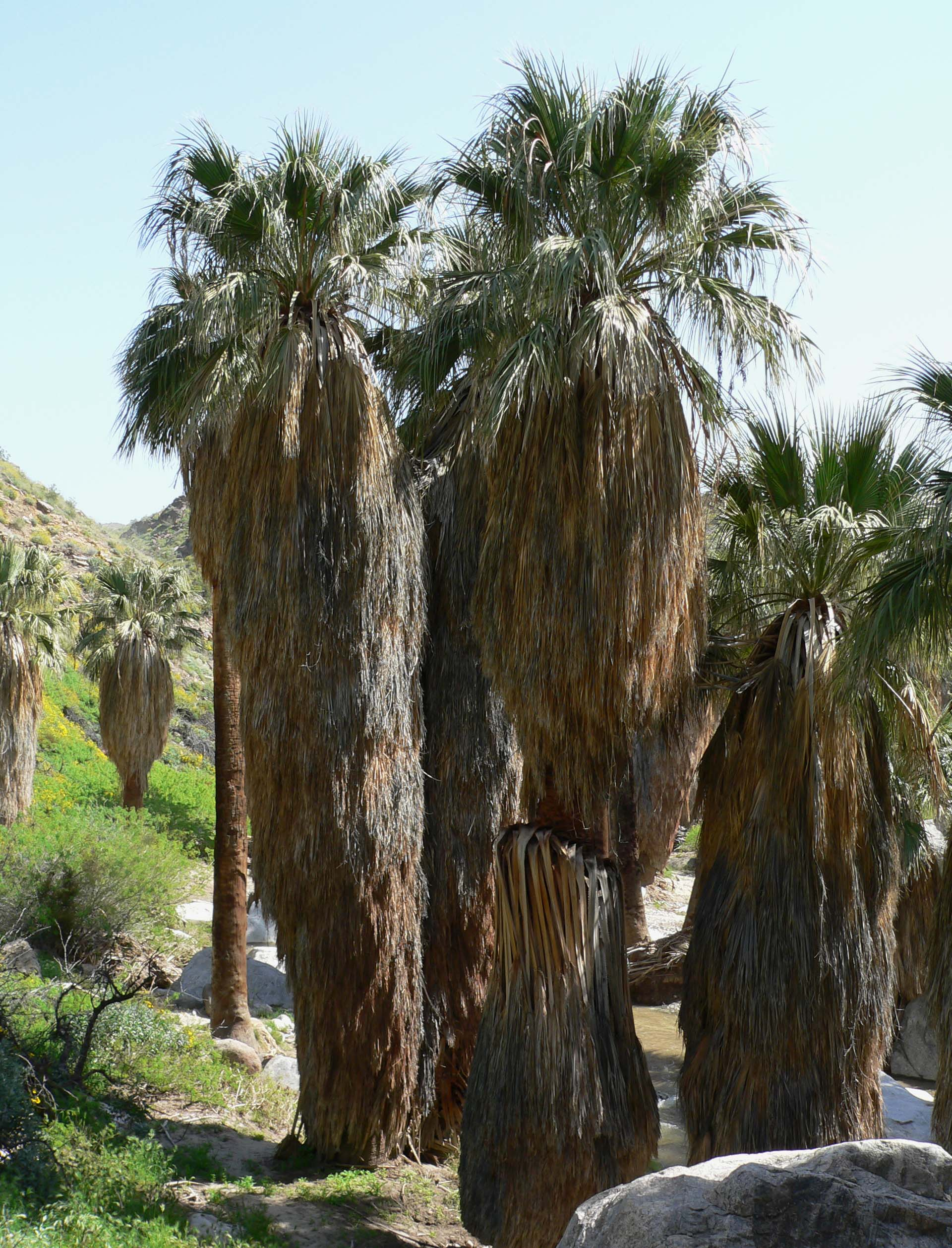
Sous-famille des Coryphoideae, tribu des Trachycarpeae : Washingtonia filifera).

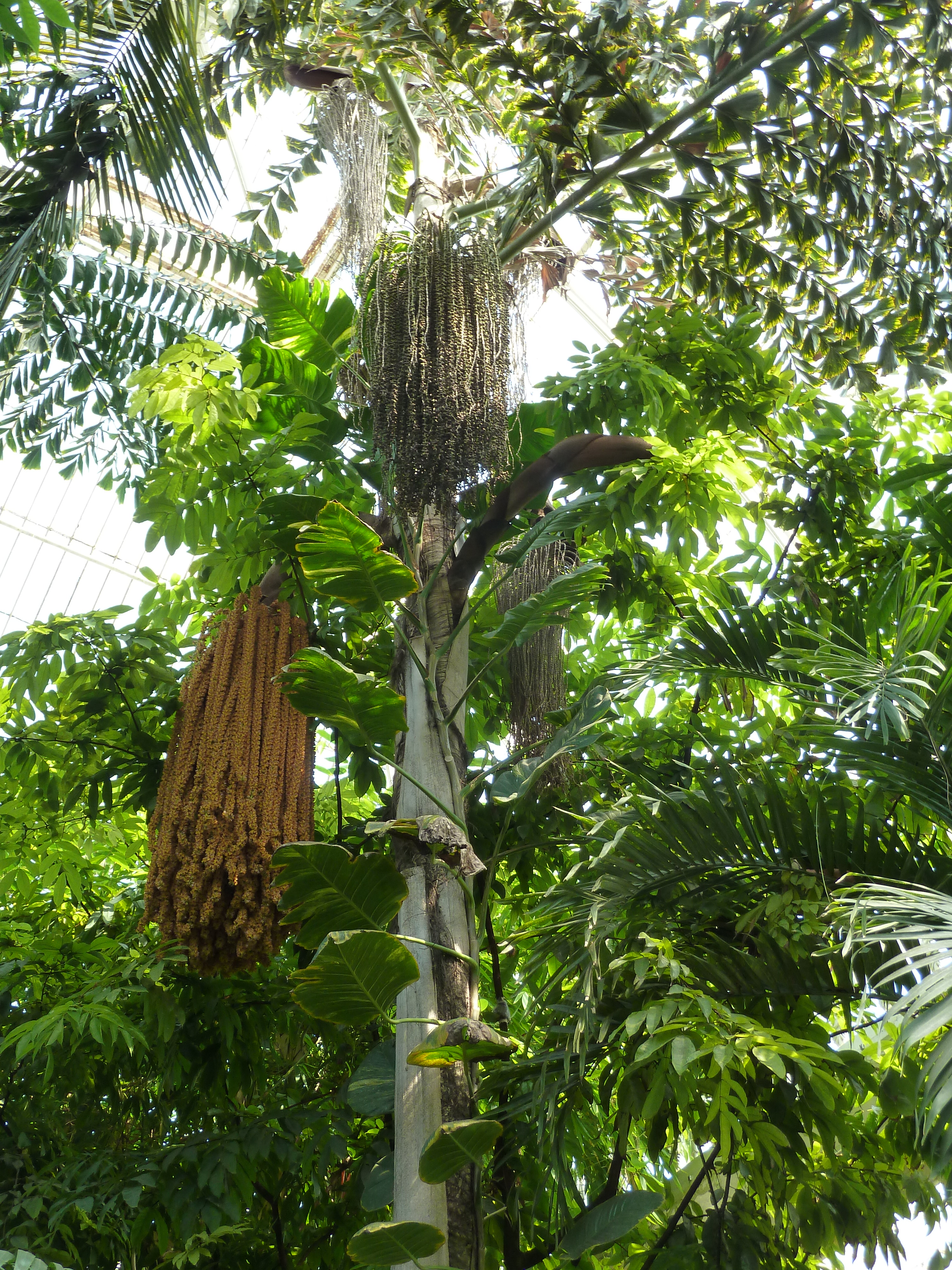
Sous-famille des Coryphoideae, tribu des Caryoteae : Caryota rumphiana.

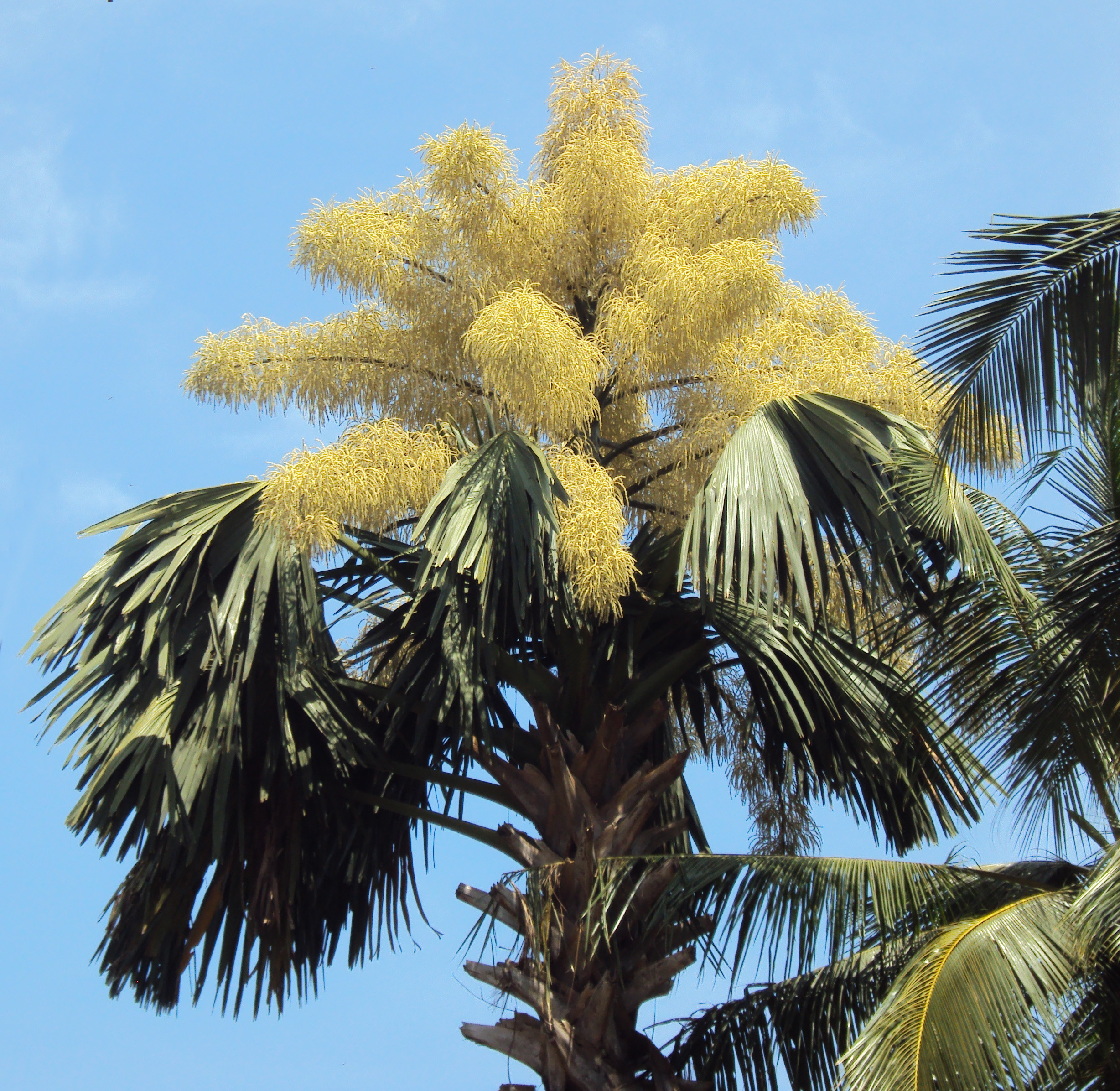
Sous-famille des Coryphoideae, tribu des Corypheae : -Talipot- (Corypha umbraculifera).

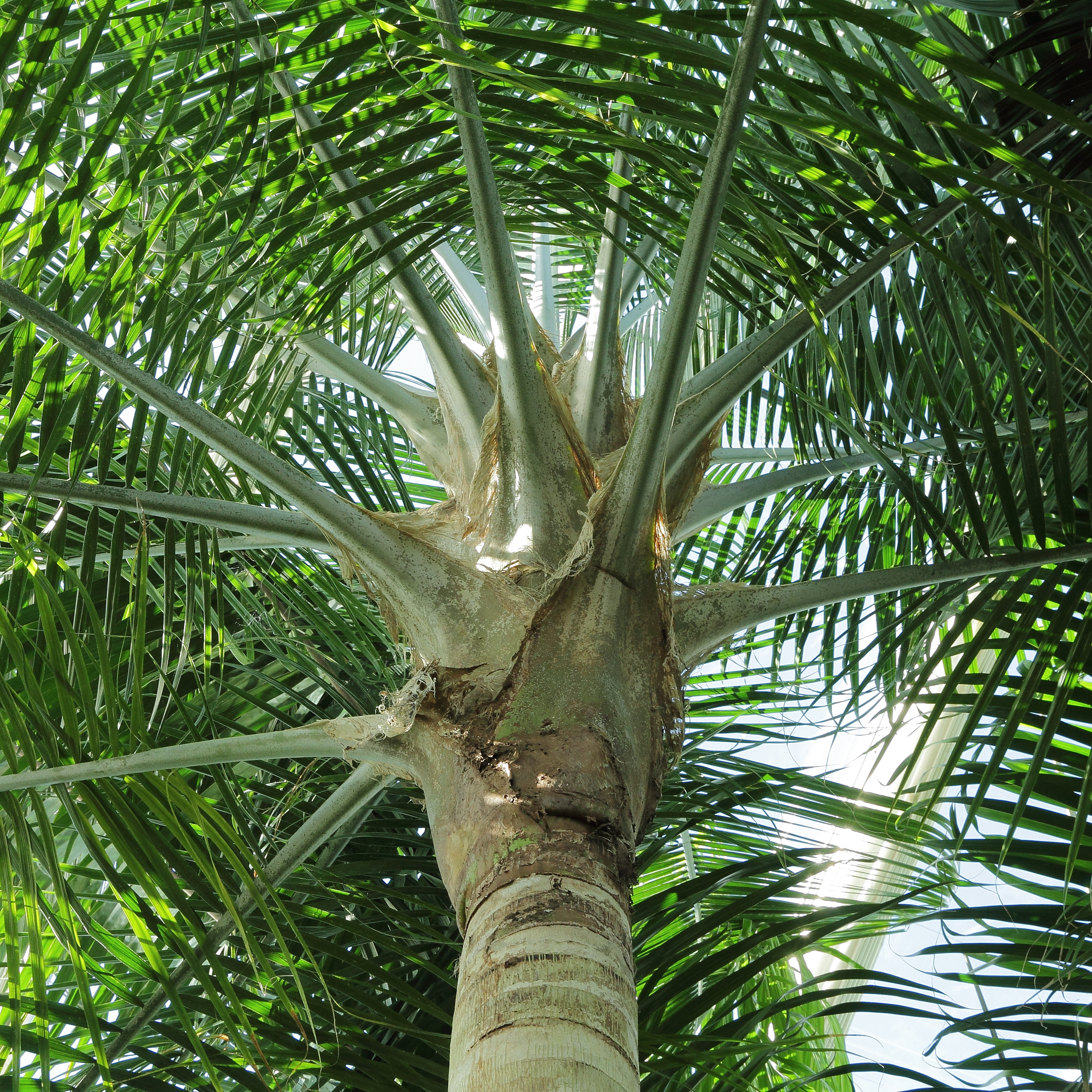
Sous-famille des Ceroxyloideae, tribu des Ceroxyleae : Ravenea rivularis.

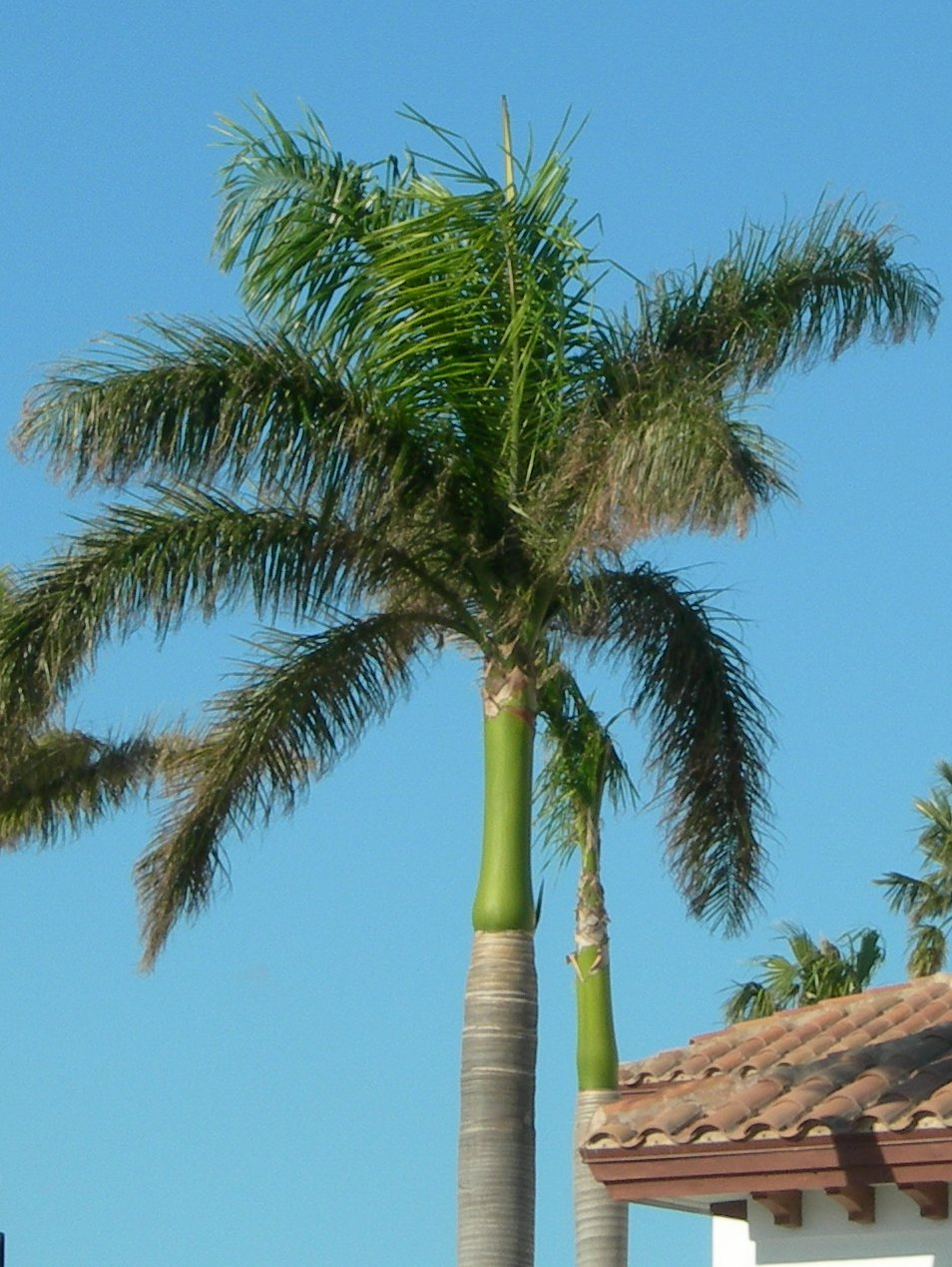
Sous-famille des Arecoideae, tribu des Roystoneae : (Roystonea regia).

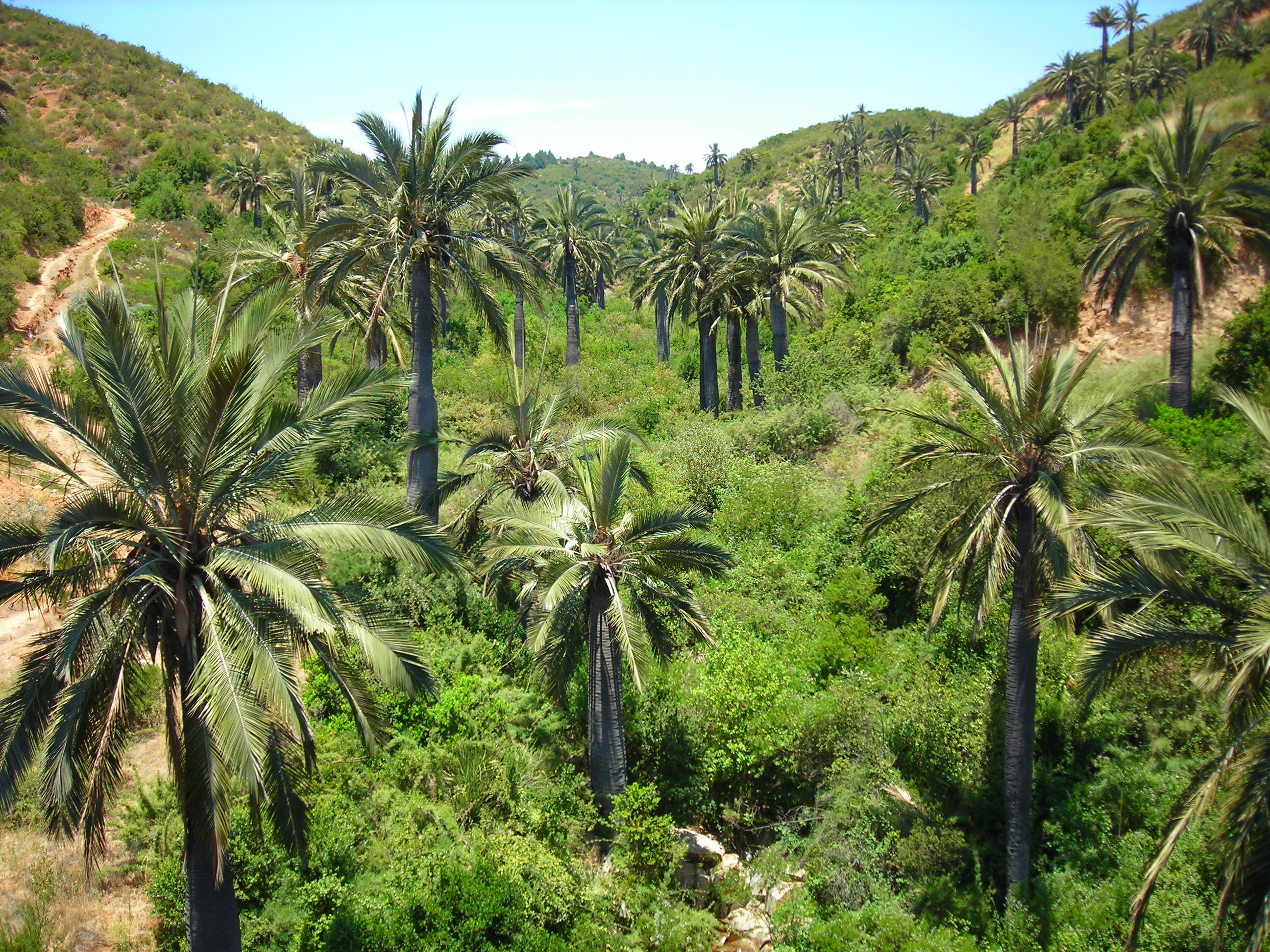
Sous-famille des Arecoideae, tribu des Cocoseae : Jubaea chilensis.

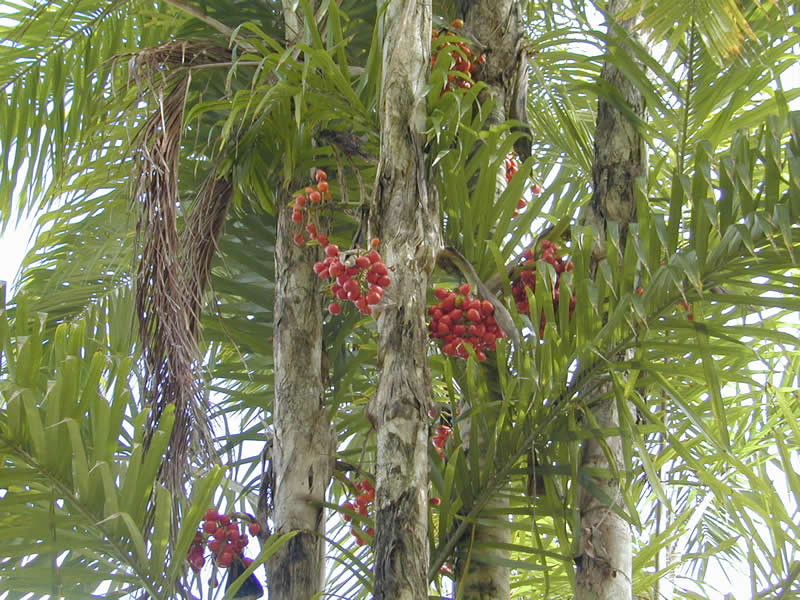
Sous-famille des Arecoideae, tribu des Cocoseae : (Bactris gasipaes).

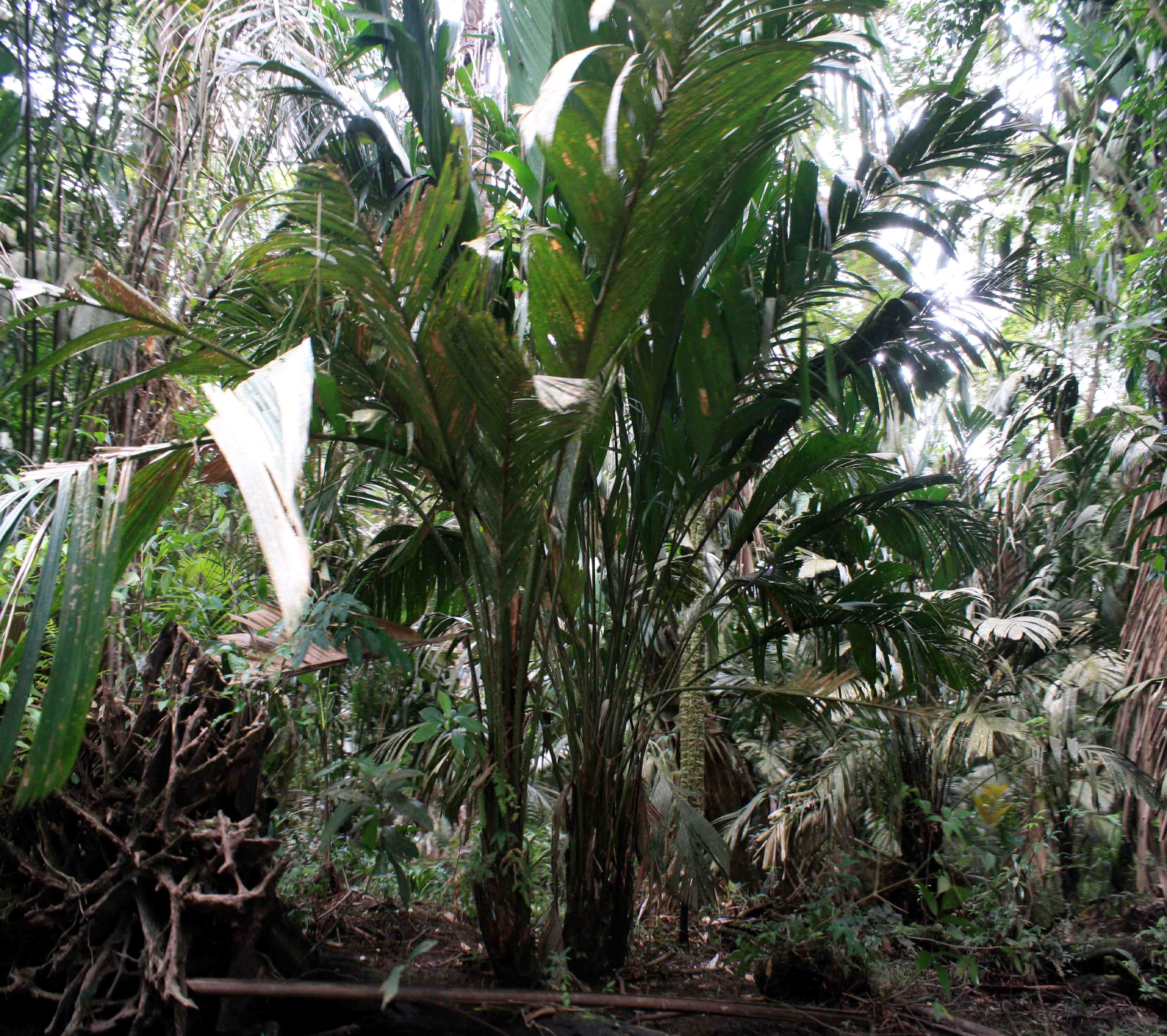
Sous-famille des Arecoideae, tribu des Manicarieae : Manicaria saccifera.

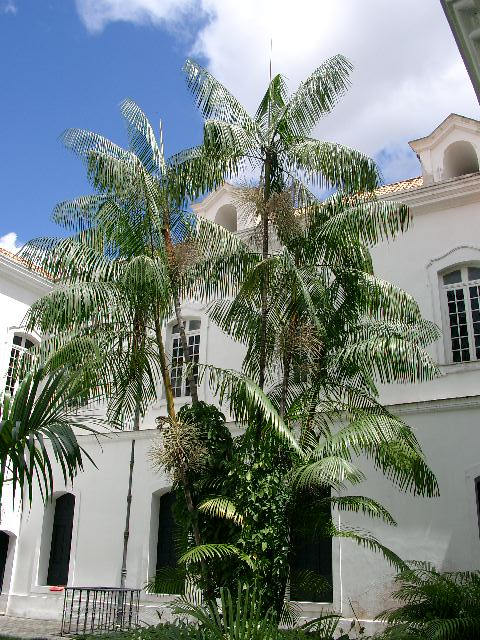
Sous-famille des Arecoideae, tribu des Euterpeae : Euterpe oleracea.

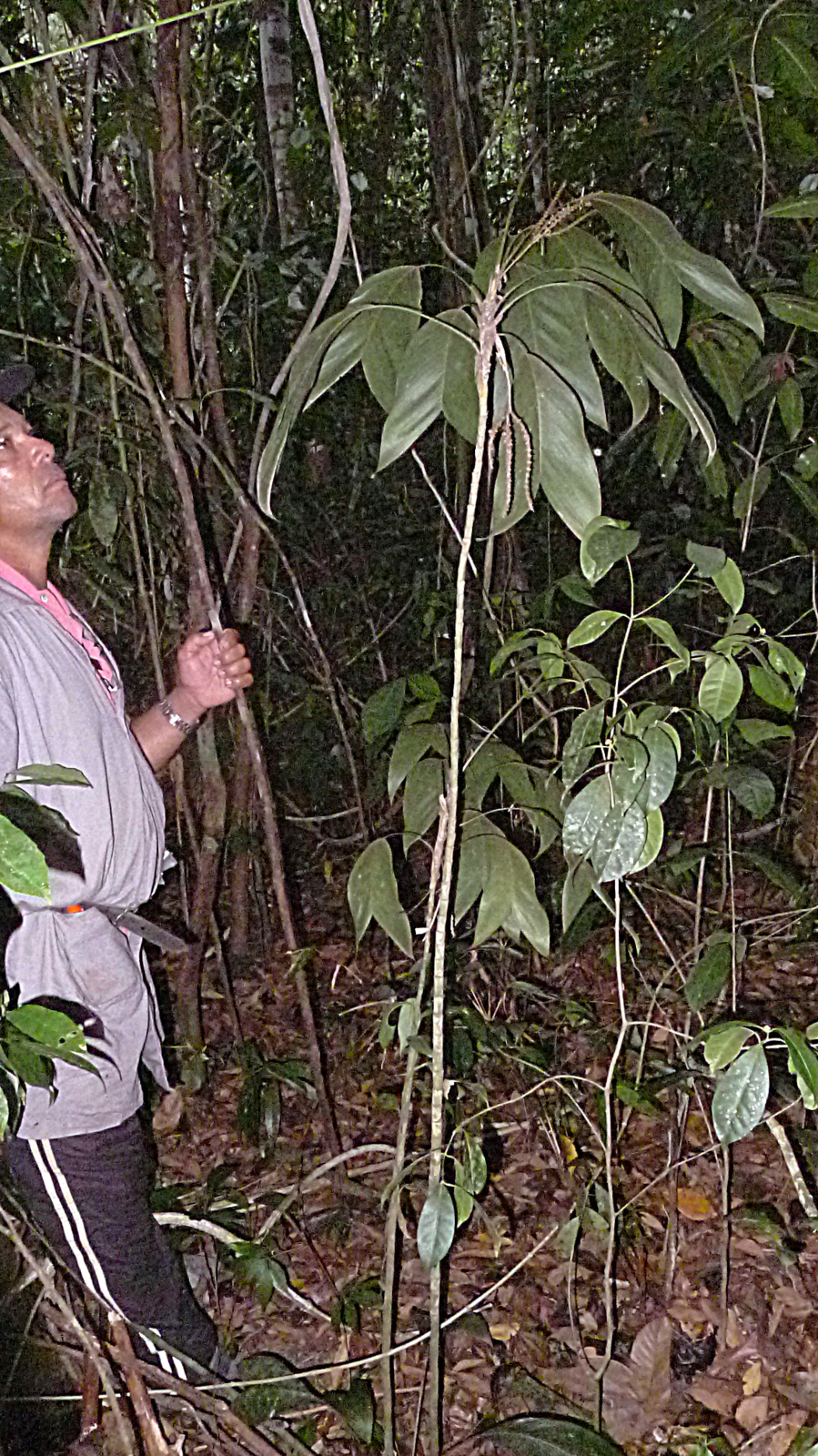
Sous-famille des Arecoideae, tribu des Geonomateae : Geonoma pauciflora.

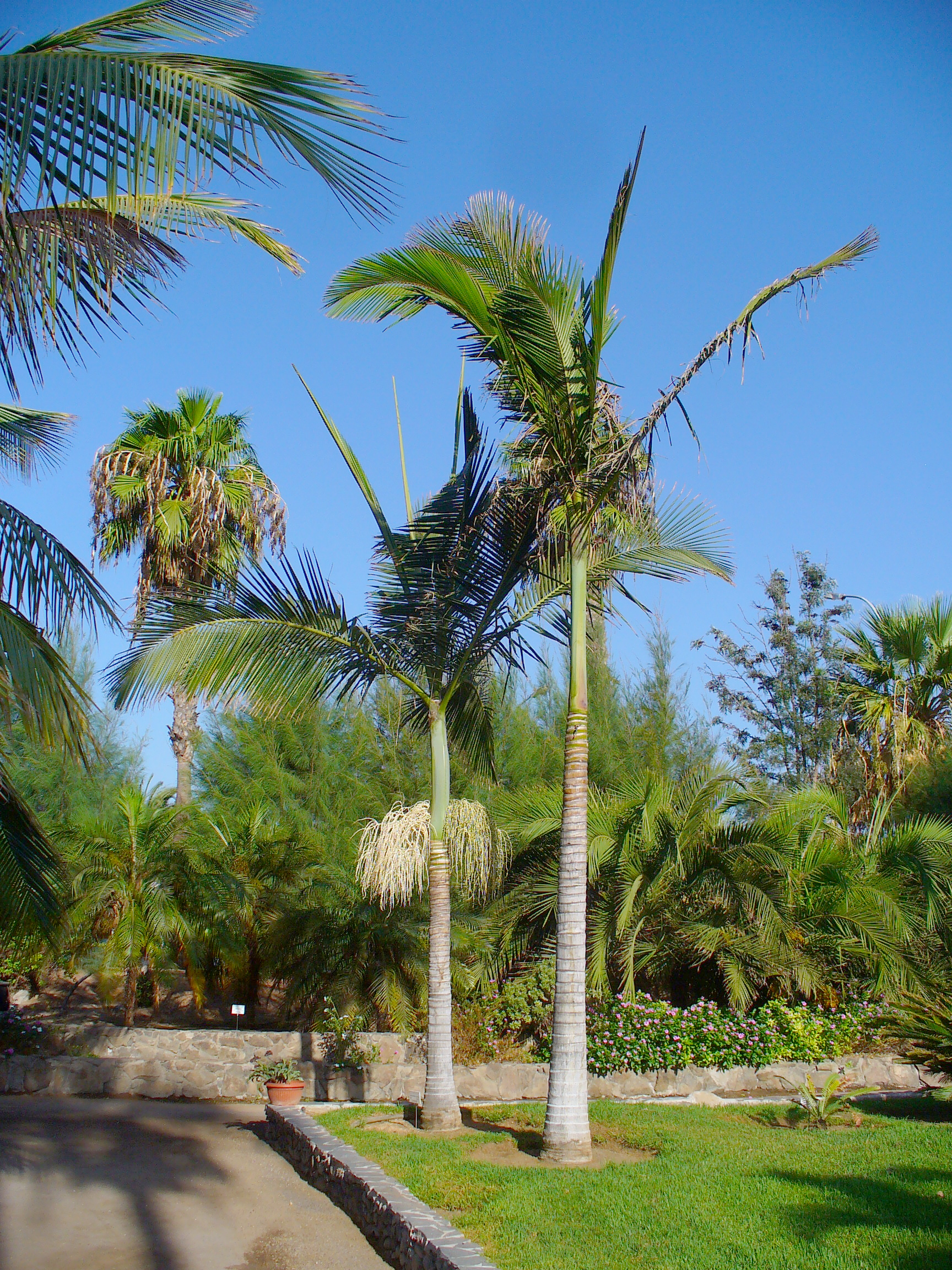
Sous-famille des Arecoideae, tribu des Areceae : Archontophoenix alexandrae.

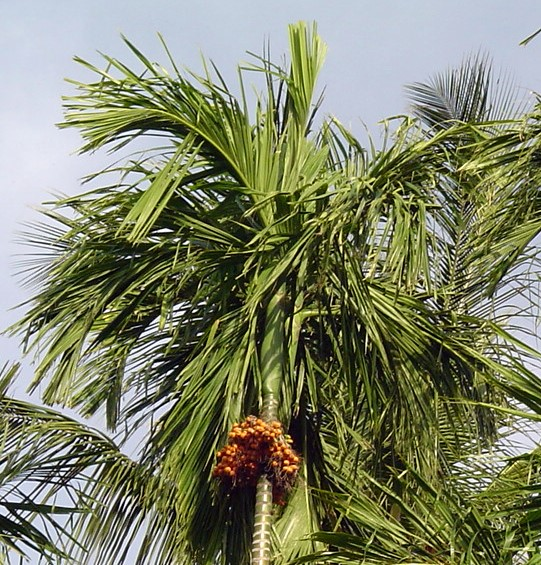
Sous-famille des Arecoideae, tribu des Areceae : Palmier à bétel (Areca catechu).

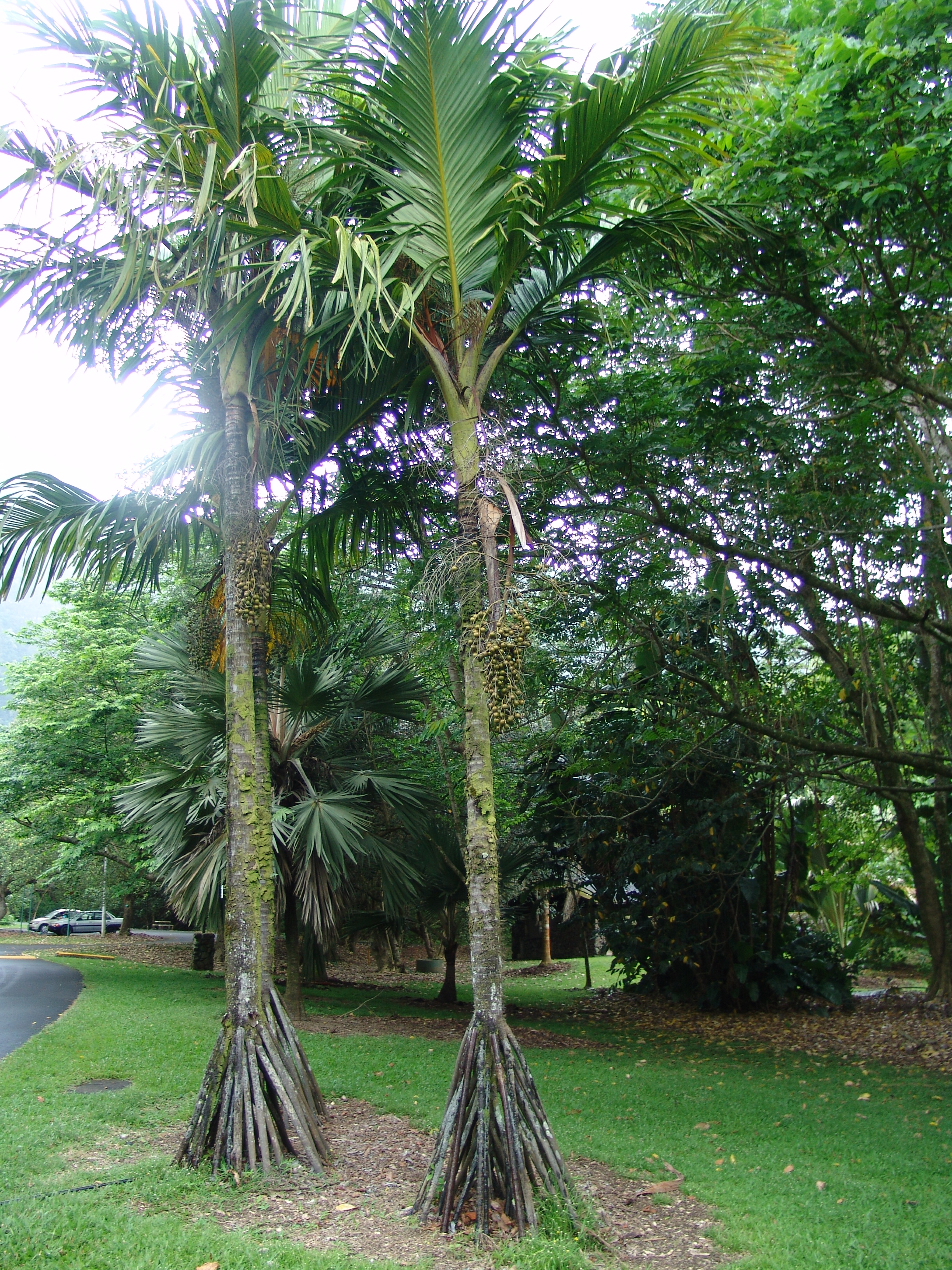
Sous-famille des Arecoideae, tribu des Areceae : Verschaffeltia splendida.

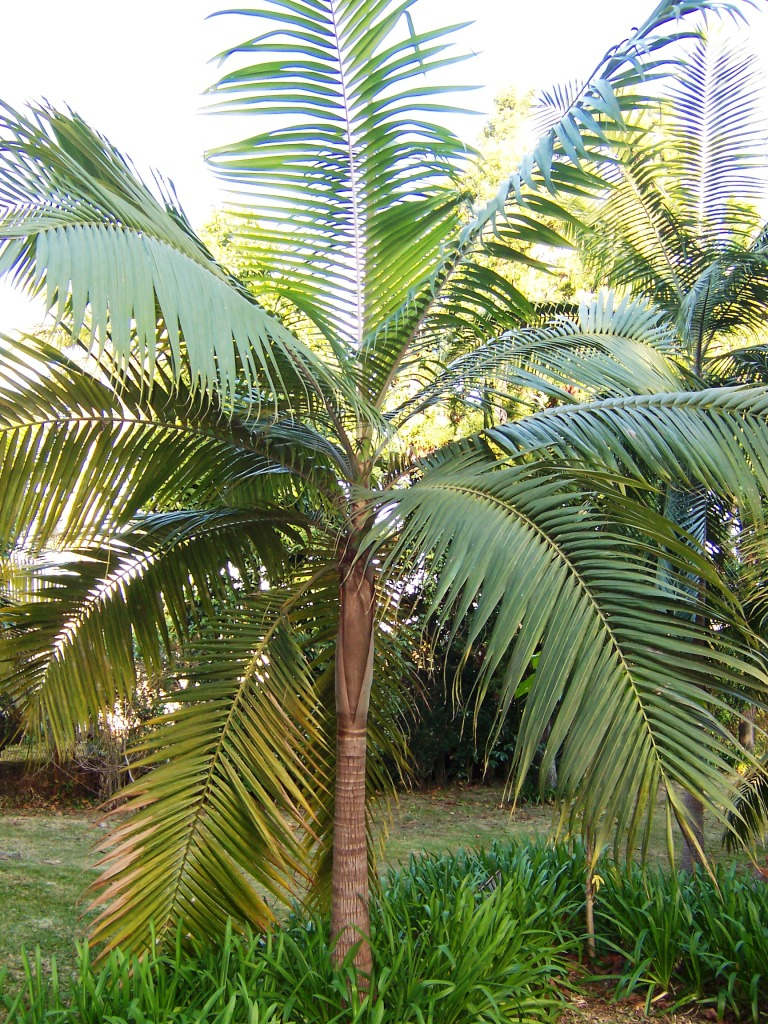
Sous-famille des Arecoideae, tribu des Areceae : Dictyosperma album.

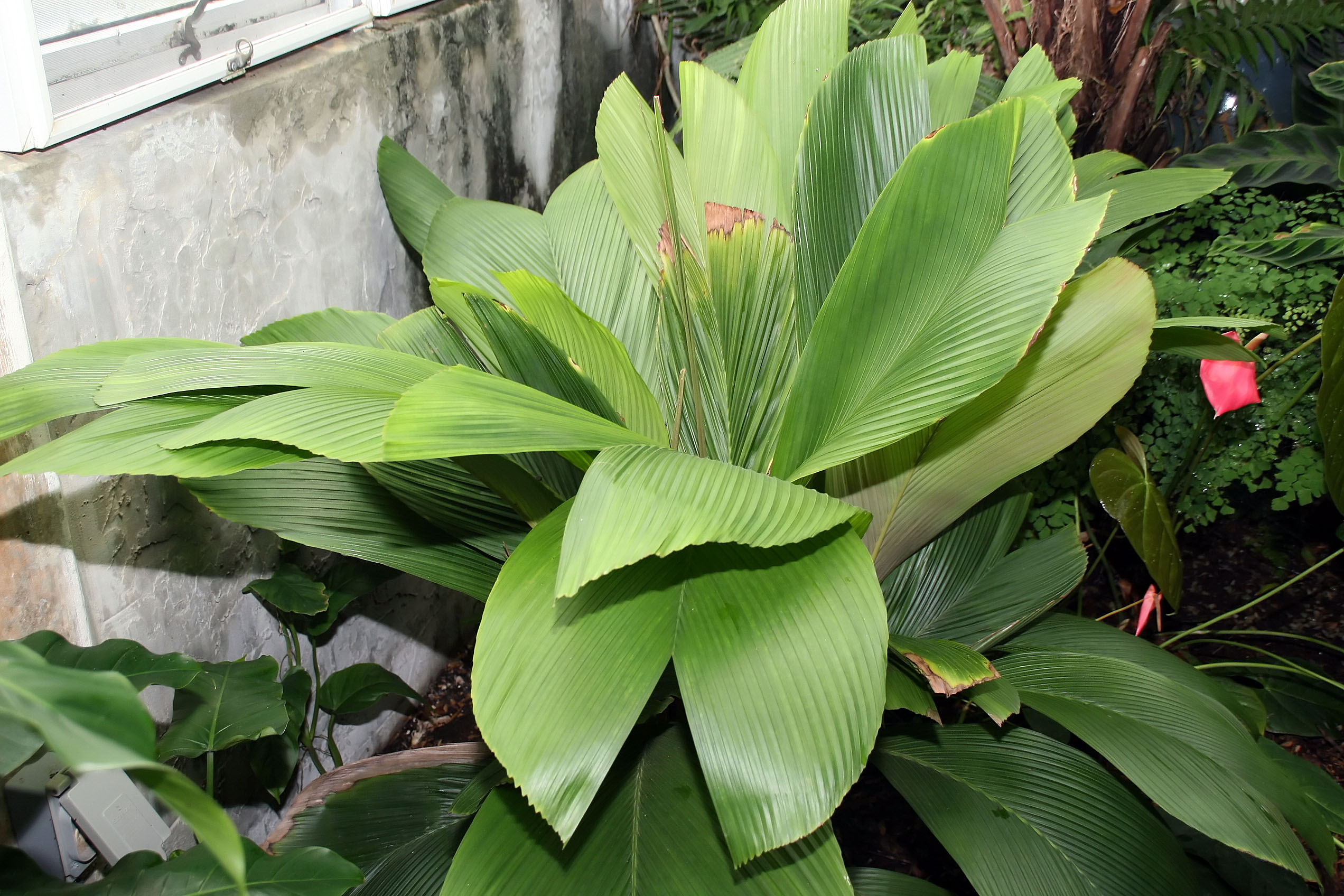
Sous-famille des Arecoideae, tribu des Areceae : Iguanura wallichiana.

## Systématique

### Taxonomie
Le nom de famille des Arecaceae (rassemblant le groupe des Palmiers) a été valablement publié en 1820 par Friedrich von Berchtold et Jan Svatopluk Presl dans O Prirozenosti Rostlin, p. 266. La dénomination de la famille des Arecaceae a été obtenu par Bercht. et J.Presl avec pour genre type Areca L. . Le nom de famille synonyme Palmae, sans avoir toutefois de genre type, ni de suffixe  aux règles botanique, a été lui publié pour la première fois en 1789 par Antoine Laurent de Jussieu dans Genera Plantarum, p. 37,.

### Systématique externe
Les Arecaceae forment un groupe monophylétique. Ils sont le groupe frère des Dasypogonaceae. Ces relations n'ont pas été claires pendant longtemps .  Ce n'est qu'en 2016, que le groupe d’étude des Angiospermes, avec leur rapport APG IV, que les Dasypogonaceae ont été placées dans l'ordre des Arecales avec les Arecaceae .

### Systématique interne
La systématique des Arecaceae a été considérablement modifiée par les études de génétique moléculaire. En 2005, une classification de la famille des palmiers synthétisant différentes publications et sous-ouvrages a été publiée. Cette classification a été adoptée dans Genera Palmarum en 2008 avec des mises à jour.
Les relations entre les cinq sous-familles ont maintenant été assez bien étudiées,. Ils peuvent être représentés par le cladogramme suivant :
|  | \| \| Arecoideae \| \| \| \| \| \| Ceroxyloideae \| \| \| \| |
|  |                                                              |
|  | Coryphoideae                                                 |
|  |                                                              |
|  | Arecoideae                                                   |
|  |                                                              |
|  | Ceroxyloideae                                                |
|  |                                                              |

|  | Arecoideae    |
|  |               |
|  | Ceroxyloideae |
|  |               |

|  | \| \| Arecoideae \| \| \| \| \| \| Ceroxyloideae \| \| \| \| |
|  |                                                              |
|  | Coryphoideae                                                 |
|  |                                                              |
|  | Arecoideae                                                   |
|  |                                                              |
|  | Ceroxyloideae                                                |
|  |                                                              |

|  | Arecoideae    |
|  |               |
|  | Ceroxyloideae |
|  |               |

2016 : Baker et Dransfield ont publié une nouvelle mise à jour de la classification sur laquelle la classification suivante est basée :

## Sous-famille desCalamoideae

### Tribu desEugeissoneae
- Eugeissona

### Tribu desLepidocaryeae

#### Sous-tribu desAncistrophyllinae
- Oncocalamus
- Eremospatha
- Laccosperma

#### Sous-tribu desRaphiinae
- Raphia

#### Sous-tribu desMauritiinae
- Lepidocaryum
- Mauritia
- Mauritiella

### Tribu desCalameae

#### Sous-tribu desKorthalsiinae
- Korthalsia

#### Sous-tribu desSalaccinae
- Eleiodoxa
- Salacca

#### Sous-tribu desMetroxylinae
- Metroxylon

#### Sous-tribu desPigafettinae
- Pigafetta

#### Sous-tribu desPlectocomiinae
- Plectocomia
- Myrialepis
- Plectocomiopsis

#### Sous-tribu desCalaminae
- Calamus[a]

## Sous-famille desNypoideae
- Nypa

## Sous-famille desCoryphoideae

### Tribu desSabaleae
- Sabal

### Tribu desCryosophileae
- Schippia
- Trithrinax
- Itaya
- Sabinaria[b]
- Chelyocarpus
- Cryosophila
- Thrinax
- Leucothrinax
- Hemithrinax
- Zombia
- Coccothrinax

### Tribu desPhoeniceae
- Phoenix

### Tribu desTrachycarpeae

#### Sous-tribu desRhapidinae
- Chamaerops
- Guihaia
- Trachycarpus
- Rhapidophyllum
- Maxburretia
- Rhapis

#### Sous-tribu desLivistoninae
- Livistona[c]
- Licuala[d]
- Johannesteijsmannia
- Pholidocarpus
- Saribus[e]
- Lanonia[f]

#### Membres non placés dans la tribu desTrachycarpeae
- Acoelorrhaphe
- Brahea
- Colpothrinax
- Copernicia
- Pritchardia
- Serenoa
- Washingtonia

### Tribu desChuniophoeniceae
- Chuniophoenix
- Kerriodoxa
- Nannorrhops
- Tahina

### Tribu desCaryoteae
- Caryota
- Arenga
- (Wallichia) [g]

### Tribu desCorypheae
- Corypha

### Tribu desBorasseae

#### Sous-tribu desHyphaeninae
- Bismarckia
- Satranala
- Hyphaene
- Medemia

#### Sous-tribu desLataniinae
- Latania
- Lodoicea
- Borassodendron
- Borassus

## Sous-famille desCeroxyloideae

### Tribu desCyclospatheae
- Pseudophoenix

### Tribu desCeroxyleae
- Ceroxylon
- Juania
- Oraniopsis
- Ravenea

### Tribu desPhytelepheae
- Ammandra
- Aphandra
- Phytelephas

## Sous-famille desArecoideae

### Tribu desIriarteeae
- Iriartella
- Dictyocaryum
- Iriartea
- Socratea
- Wettinia

### Tribu desChamaedoreeae
- Hyophorbe
- Wendlandiella
- Synechanthus
- Chamaedorea
- Gaussia

### Tribu desPodococceae
- Podococcus

### Tribu desTruongsonieae
- Truongsonia

### Tribu desOranieae
- Orania

### Tribu desSclerospermeae
- Sclerosperma

### Tribu desRoystoneae
- Roystonea

### Tribu desReinhardtieae
- Reinhardtia

### Tribu desCocoseae

#### Sous-tribu desAttaleinae
- Beccariophoenix
- Jubaeopsis
- Voanioala
- Allagoptera
- Attalea
- Butia
- Cocos
- Jubaea
- Syagrus[h]
- Parajubaea

#### Sous-tribu desBactridinae
- Acrocomia
- Astrocaryum
- Aiphanes
- Bactris
- Desmoncus

#### Sous-tribu desElaeidinae
- Barcella
- Elaeis

### Tribu desManicarieae
- Manicaria

### Tribu desEuterpeae
- Hyospathe
- Euterpe
- Prestoea
- Neonicholsonia
- Oenocarpus

### Tribu desGeonomateae
- Welfia
- Pholidostachys
- Calyptrogyne
- Calyptronoma
- Asterogyne
- Geonoma

### Tribu desLeopoldinieae
- Leopoldinia

### Tribu desPelagodoxeae
- Pelagodoxa
- Sommieria

### Tribu desAreceae

#### Sous-tribu desArchontophoenicinae
- Actinorhytis
- Archontophoenix
- Actinokentia
- Chambeyronia
- Kentiopsis

#### Sous-tribu desArecinae
- Areca
- Nenga
- Pinanga

#### Sous-tribu desBasseliniinae
- Basselinia
- Burretiokentia
- Cyphophoenix
- Cyphosperma
- Lepidorrhachis
- Physokentia

#### Sous-tribu desCarpoxylinae
- Carpoxylon
- Satakentia
- Neoveitchia

#### Sous-tribu desClinospermatinae
- Cyphokentia
- Clinosperma

#### Sous-tribu desDypsidinae
- Dypsis
- Chrysalidocarpus[i]
- Vonitra[i]
- Lemurophoenix
- Marojejya
- Masoala

#### Sous-tribu desLaccospadicinae
- Calyptrocalyx
- Linospadix
- Howea
- Laccospadix

#### Sous-tribu desOncospermatinae
- Oncosperma
- Deckenia
- Acanthophoenix
- Tectiphiala

#### Sous-tribu desPtychospermatinae
- Ptychosperma
- Ponapea[k]
- Adonidia
- Balaka[l]
- Veitchia[m]
- Carpentaria
- Wodyetia
- Drymophloeus[n]
- Normanbya
- Brassiophoenix
- Ptychococcus
- Jailoloa[o]
- Manjekia[o]
- Wallaceodoxa[o]

#### Sous-tribu desRhopalostylidinae
- Rhopalostylis
- Hedyscepe

#### Sous-tribu desVerschaffeltiinae
- Nephrosperma
- Phoenicophorium
- Roscheria
- Verschaffeltia

#### Membres non placés dans la tribu desAreceae
- Bentinckia
- Clinostigma
- Cyrtostachys
- Dictyosperma
- Dransfieldia
- Heterospathe
- Hydriastele
- Iguanura
- Loxococcus
- Rhopaloblaste